# Het Blafpoeder
De Club van Sinterklaas & Het Blafpoeder is het vierde seizoen van De Club van Sinterklaas. Dit seizoen bestond uit 20 afleveringen, die werden uitgezonden tussen 3 en 28 november 2003. Het volledige seizoen werd herhaald op 29 en 30 november. Is het vervolg op De Club van Sinterklaas & De Verdwijning van Wagen 27, en wordt gevolgd door De Club van Sinterklaas & De Brieven van Jacob.

## Verhaal
Meneer de Directeur zit nog steeds achter de tralies, en alles lijkt dus goed te gaan. Wat de Pieten echter niet weten is dat hij een zoon heeft die net zo door en door kwaadaardig is als hij, Jacob. Hij is van plan om de chocoladeketels vol te gooien met een zogenaamd blafpoeder, waarmee hij Sinterklaas wil dwingen zijn vader vrij te laten uit de gevangenis. Zullen de Pieten hem op tijd door hebben?

## Rolverdeling
- Sinterklaas - Bram van der Vlugt
- Wegwijspiet - Michiel Kerbosch
- Coole Piet - Harold Verwoert
- Hoge Hoogte Piet / Meneer de Directeur - Tim de Zwart
- Testpiet - Beryl van Praag
- Profpiet - Piet van der Pas
- Muziekpiet - Wim Schluter
- Gulle Piet - Sharon Wins
- Proefpiet - Wim Rijken
- Surprisepiet Jr. - Jeroen van Wijngaarden
- Keukenpiet 1 - Jeroen van Kuijk
- Keukenpiet 2 - Leon Pothuizen
- Poetspiet - Woedy Jageneau
- Jacob - Peter de Gelder

## Trivia
- Dit seizoen eindigt met een open einde dat Jacob wordt vrijgelaten door de wegwijspiet. Het einde is te zien op het grote feest van sinterklaas 2003, waarin Jacob het Grote Boek van Sinterklaas steelt en daarna wordt opgepakt door de commissaris van Ernst en Bobbie.

- Vrijwel alle achtergrondmuziek is afkomstig uit de eerste twee Harry Potter films.

## Liedjes
Vanaf dit seizoen geen liedjes meer verwerkt in de afleveringen zelf, maar een zelfstandige videoclip van de titelsong die alleen te zien is buiten de afleveringen, namelijk tijdens reclameblokken op zender Fox Kids. Geen zeiltjalk meer als opnamelocatie, maar dit jaar een haven. Voor de gelegenheid eenmalig geen Pietendanseressen, maar een kinderdansgroep. De titelsong is uitgebracht op cd-album Jetix Sint Hits (2005).

### Titelsong
Blafpoeder is een liedje uit 2003 van Coole Piet, een personage uit de Fox Kids-serie De Club van Sinterklaas, vertolkt door Harold Verwoert.
In het liedje dat tevens de beginmelodie is van het derde seizoen getiteld De Club van Sinterklaas & Het Blafpoeder van de televisieserie De Club van Sinterklaas, wordt de verhaallijn van de huidige reeks beschreven. Een letter van de Sint, en het blaffen begint. In het eerste couplet wordt beschreven dat er mensen zijn die opeens begonnen zijn met blaffen. In het tweede couplet begint ook Muziekpiet te blaffen, en zit er blijkbaar een soort poeder op de chocolade in de ketels van de keuken van de Sint. In het refrein komen we erachter dat ene Jacob achter de wandaden zit.
Muzikaal gezien is het een vrolijk melodietje. In de brug wordt uitgelegd dat het blaffen geen leuke grap is, om vervolgens het refrein hierna nog twee keer in te zetten. In de videoclip is te zien hoe Coole Piet rond een gracht zit te dansen, waarschijnlijk aan de rand van een kasteel, en het verhaal zoals gewoonlijk zingend verteld. Om hem heen dansen ditmaal geen danspieten, maar een kinderdansgroep.
Was in het jaar 2003 buiten de aflevering(en) te zien op kinderzender Fox Kids tijdens reclameblokken. Voor de leader is het liedje verkort naar vijfentwintig seconden (beperkt tot eenmaal refrein).